# Alexander Grawein
Alexander Grawein (auch: Grabein) (* 2. Juli 1850 in Villach; † 3. August 1897 in Czernowitz, Bukowina) war ein österreichischer Jurist, Dramatiker und Politiker.

## Leben
Grawein war der Sohn des Weißgerbermeisters Josef Grabein (* 8. Dezember 1809; † 14. Januar 1890) und dessen Ehefrau Anna geb. Rabitsch (* 1824; † 27. März 1897). Er war römisch-katholisch und heiratete am 9. September 1886 Friederike Hromada (* 20. Januar 1869; † 30. Oktober 1933). Aus der Ehe gingen eine Tochter und ein Sohn hervor.
Grawein besuchte das Gymnasium in Klagenfurt und absolvierte dann ein Jurastudium in Triest und Graz. Er schloss das Studium mit der Promotion zum Dr. jur. ab. Während des Studiums wurde er Mitglied der akademischen Verbindung Orion. Im Jahr 1875 folgte die Habilitierung für Handels- und Wechselrecht und eine Berufung als Privatdozent an der Universität Graz. 1878 wurde die venia docendi auf das allgemeine österreichische Privatrecht ausgeweitet und Grawein wurde 1879 außerordentlicher und 1880 ordentlicher Professor an der Franz-Josef-Universität in Czernowitz für allgemeines Privatrecht, Handels- und Wechselrecht und Rechtsphilosophie.
Vom 22. September 1884 bis zu seinem Rücktritt am 29. Juli 1887 war er Abgeordneter im Kärntner Landtag für den Wahlkreis STM 3 St. Veit. Im Landtag war er Mitglied des juridisch-politischen und des Revisions-Ausschusses. Er gehörte dem Klub Deutschliberale an.
Er wurde als Ritter des russischen Annen-Ordens III. Klasse ausgezeichnet und ist auf dem Friedhof Villach-St. Ruprecht begraben.